# ウルムチ南駅
ウルムチ南駅（ウルムチみなみえき、ウイグル語: ئۈرۈمچی جەنۇبىي بېكىتى、中文表記: 乌鲁木齐南站、正体字: 烏魯木齊南站）は、中華人民共和国新疆ウイグル自治区ウルムチ市サイバグ区に位置する中国鉄路総公司ウルムチ鉄路局が管轄する駅である。
かつてはウルムチ最大の駅「ウルムチ駅」だったが、北西に新駅（そちらがウルムチ駅となった）が開業するため、2014年9月に「ウルムチ南駅」に改称された。

## 駅構造
- 単式ホーム1面、島式ホーム2面の地上駅である。

## 所属路線
- 中国鉄路総公司
  - 蘭新線：本駅が終点、蘭州駅起点より1,892km
  - 北疆線：本駅が起点、阿拉山口駅終点まで460km
  - 南疆線：本駅は運行上の起点であり、実際の起点であるトルファン駅までは蘭新線を走る。カシュガル駅終点まで1,588km

## 利用状況
本駅は蘭新線、北疆線、南疆線の旅客、貨物を扱う一等駅である。2009年5月現在、49本の旅客列車が発着し、4本を除き始発列車または終着列車である
- 2000年の乗車人員は1日平均10,900人である。

## 駅周辺
- 金銀川賓館
- 新疆飯店
- 湘友酒店

## 歴史
- 1962年 - 駅舎完成。

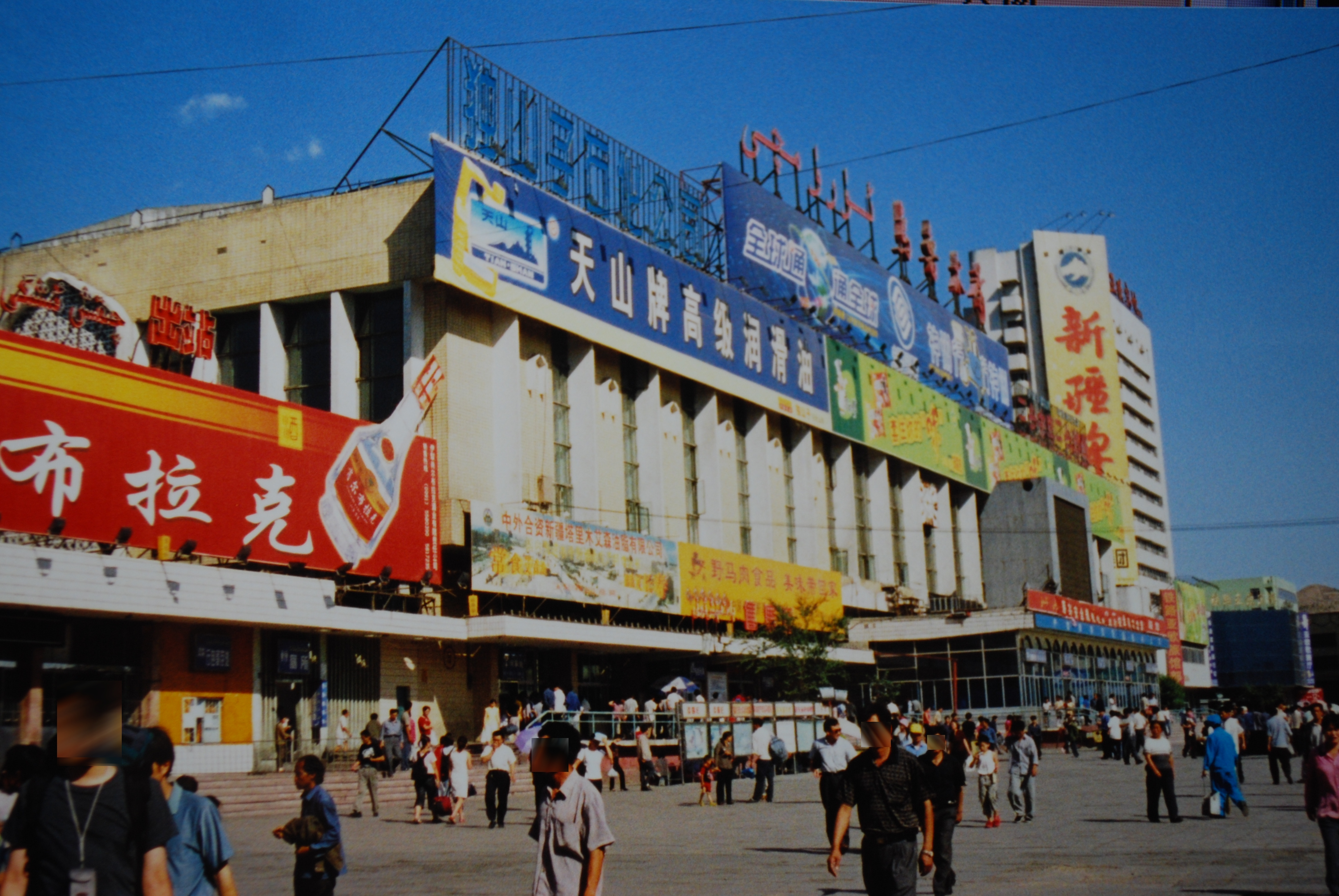
旧ウルムチ駅駅舎

- 1963年1月15日 - 蘭新線ウルムチ駅として開業。
- 2002年5月18日 - 駅舎を爆破解体。新駅舎建設開始。
- 2004年4月25日 - 新駅舎竣工。
- 2014年4月30日 - ウルムチ駅爆発事件が発生し、50人以上が負傷。[2]
- 2014年9月1日 - 駅名を「ウルムチ駅（烏魯木斉駅）」から「ウルムチ南駅（烏魯木斉南駅）」に改称。[3]
- 2016年7月1日 - 新「ウルムチ駅」が正式開業し、蘭新線などの高速鉄道の終着駅は新駅に移ることになった[4]。

## 隣の駅
中国鉄路総公司
蘭新線
烏拉泊駅 - ウルムチ南駅
北疆線
ウルムチ南駅 - ウルムチ駅
南疆線
ウルムチ南駅 - 烏拉泊駅